# Veel drukte om niets

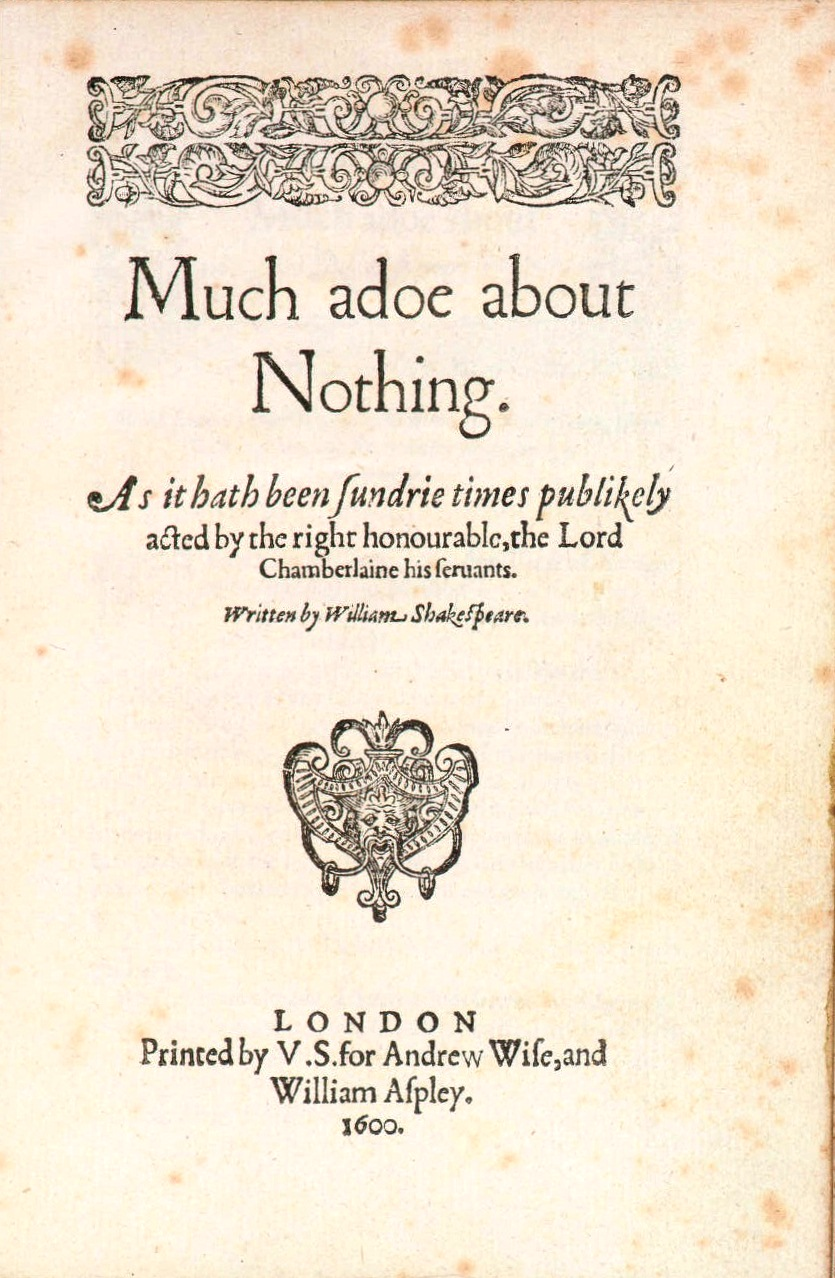
Facsimile van het titelblad van de quartoversie van Much Ado About Nothing

Veel drukte om niets (Engelse titel: Much Ado About Nothing) is een romantische komedie van William Shakespeare die zich afspeelt in het Siciliaanse Messina. Het verhaal gaat over een verliefd paar, Claudio en Hero, dat over een week zal trouwen. In afwachting van hun trouwdag spannen ze samen met Don Pedro, de prins van Aragón, om hun vrienden, Beatrice en Benedick, zover te krijgen dat ze hun liefde voor elkaar bekennen. De buitenechtelijke broer van de prins, Don John, jaloers op zowel Don Pedro's macht als op zijn genegenheid voor Claudio, is van plan de toekomstige bruiloft te saboteren.

## Datering en tekst
In de oudste gedrukte tekst staat dat Much Ado About Nothing vóór 1600 'verscheidene keren in het openbaar opgevoerd was' en het is dan ook waarschijnlijk dat het stuk zijn debuut maakte in de herfst of winter van 1598-1599. De vroegste gedocumenteerde opvoeringen zijn er echter twee die in de winter van 1612-13 aan het hof werden gegeven tijdens de festiviteiten, die voorafgingen aan het huwelijk van prinses Elizabeth met Frederik V van de Palts (14 februari 1613). In 1600 werd het stuk gepubliceerd in quarto door de uitgevers Andrew Wise en William Aspley. Dit was de enige uitgave vóór de First Folio in 1623.

## Setting
Much Ado About Nothing speelt zich af in Messina, een kustplaatsje op het eiland Sicilië. Hoewel het verhaal zich afspeelt op een tijdstip dat Sicilië onder Spaans bewind viel, weerspiegelen de personages duidelijk een meer Zuid-Italiaanse afkomst. De scènes in het stuk spelen zich vooral af in de woning en de landerijen van Leonato. Sommige scènes vinden in de stad zelf plaats.

## Personages
- Don Pedro, prins van Aragón
- Benedick van Padua, een lord, metgezel van Don Pedro
- Claudio, van Florence, een lord, metgezel van Don Pedro
- Balthasar, bediende van Don Pedro, een zanger
- Don John, "The Bastard Prince", broer van Don Pedro en de voornaamste schurk
- Borachio en Conrade, volgelingen van Don John
- Leonato, gouverneur van Messina
- Hero, Leonato's dochter
- Beatrice, een wees, Leonato's nicht
- Antonio, een oude man, broer van Leonato

- Margaret, hofdame in dienst van Hero
- Ursula, hofdame in dienst van Hero
- Broeder Francis, een priester
- Dogberry, de hoofdagent belast met Messina's nachtwacht
- Verges,  officier, Dogberry's partner
- Een Sexton, de rechter tijdens het proces van Borachio
- De wacht, wachters van Messina
- Een jongen, dienaar van Benedick
- Dienaars en boodschappers
- Innogen, een spookpersonage, dat voorkomt in vroege edities als Leonato's vrouw

## Synopsis

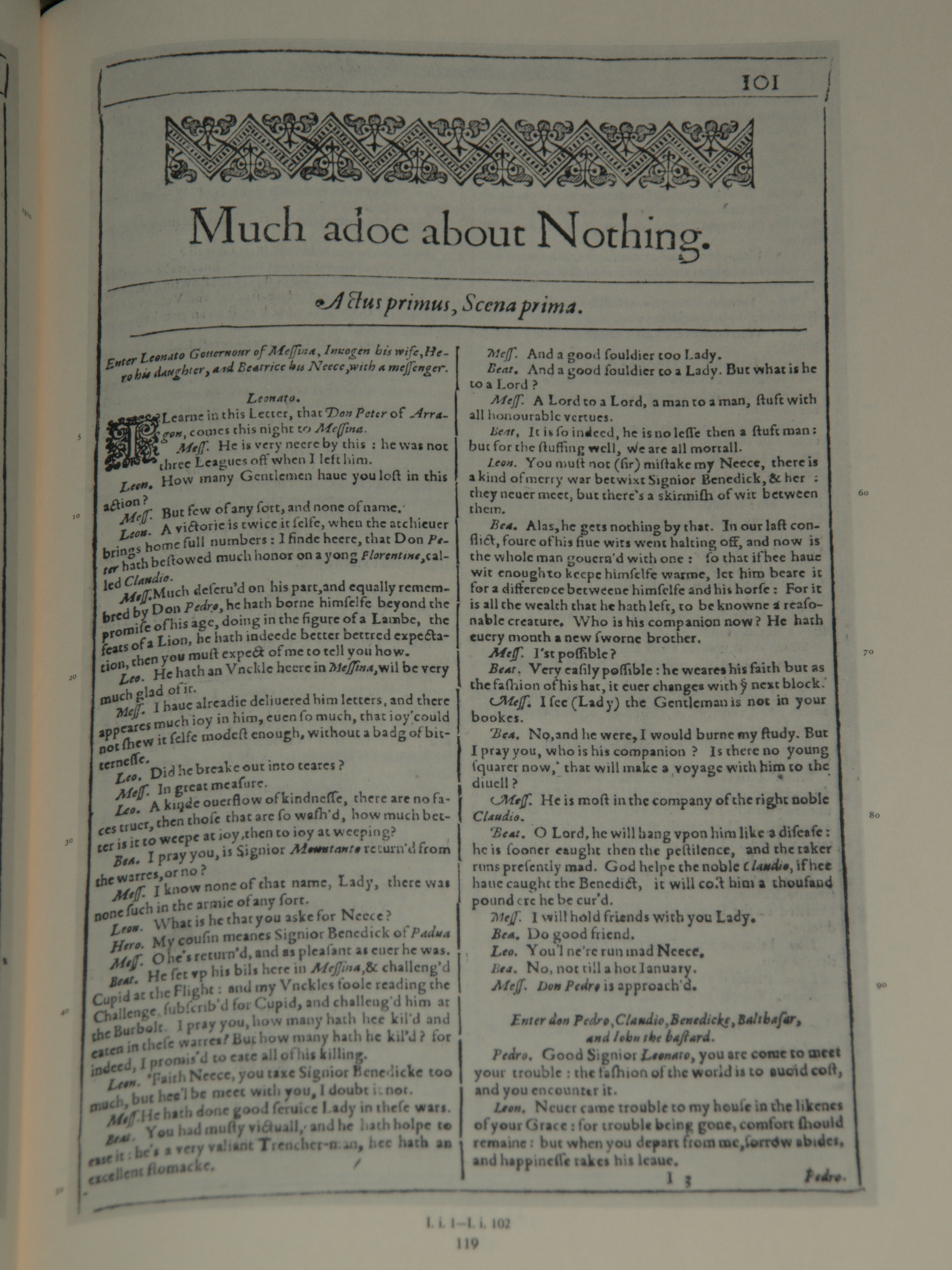
Facsimile van de eerste bladzijde van Much Ado About Nothing uit de First Folio, gepubliceerd in 1623

Don Pedro, een Italiaanse prins uit Aragon, en zijn metgezellen, Claudio en Benedick, zijn net teruggekeerd in Messina na een succesvolle strijd. Leonato, de gouverneur van Messina, verwelkomt hen in de stad, biedt hun een verblijf van een maand aan en nodigt hen uit op een gemaskerd bal.
Leonato's nicht, Beatrice, en Benedick, die al hun hele leven lang vijanden zijn, zetten hun geredetwist verder. Wanneer Claudio Hero, Leonato's enige dochter, terugziet, flakkeren zijn gevoelens voor haar weer op en al snel vertelt Claudio aan Benedick dat hij van plan is haar het hof te maken. Benedick probeert zijn vriend ervan te overtuigen om dit niet te doen, maar hij kan niet op tegen Don Pedro, die Claudio aanmoedigt. Terwijl Benedick Claudio plaagt, zweert hij dat hij nooit zal trouwen. Don Pedro lacht hem uit en zegt hem dat hij wel zal trouwen als hij de juiste persoon gevonden zal hebben.
Er wordt een gemaskerd bal georganiseerd, wat een verklede Don Pedro de kans geeft om in Claudio's plaats Hero het hof te maken. Don John maakt gebruik van deze situatie om wraak te nemen op zijn broer Don Pedro. Hij waarschuwt de jonge Claudio dat Don Pedro Hero het hof maakt om haar voor zichzelf te winnen. Claudio wordt woedend op Don Pedro en gaat de confrontatie met hem aan. Het misverstand wordt al snel opgelost en Claudio wint de hand van Hero.
Verveeld in het vooruitzicht van een week wachten op de huwelijksplechtigheid, beramen Don Pedro en zijn mannen een plan om Beatrice en Benedick aan elkaar te koppelen. Onder leiding van Don Pedro bespreken de mannen de liefde van Beatrice voor Benedick, goed wetend dat die hun gesprek afluistert. De vrouwen, aangevoerd door Hero, doen hetzelfde met Beatrice. Wanneer Beatrice en Benedick horen dat de anderen hen te trots vinden om van elkaar te houden, willen ze allebei af van de reputatie van hoogmoed en ieder op zich besluit de liefde van de ander te beantwoorden.
Ondertussen is de ontevreden Don John, 'The Bastard', Don Pedro's buitenechtelijke broer, van plan het huwelijk van Claudio en Hero te saboteren door Hero te belasteren. Zijn bondgenoot Borachio maakt Hero's kamermeisje, Margaret, het hof. Hij noemt haar 'Hero', nabij Hero's open slaapkamerraam, terwijl Don John Claudio en Don Pedro daarnaartoe leidt om te spioneren. Deze laatste twee verwarren Margaret met Hero en zijn dan ook overtuigd van Hero's ontrouw.
De volgende dag, tijdens de bruiloft in de kerk, weigert Claudio op het cruciale moment om met Hero te trouwen. Don Pedro en hij vernederen Hero publiekelijk voor een geschokte congregatie en Margaret, die de huwelijksplechtigheid bijwoont, komt niet op voor haar. Claudio en Don Pedro vertrekken en laten de anderen sprakeloos achter. Hero, die van ontzetting is flauwgevallen, komt weer bij nadat Don Pedro en Claudio vertrokken zijn en wordt meteen door haar vader berispt. De priester die de ceremonie leidt, onderbreekt hem, omdat hij gelooft in Hero's onschuld en hij overtuigt de familie ervan haar dood te veinzen om zo de waarheid te weten te komen en Claudio tot berouw te dwingen.
Leonato en Antonio, Hero's oom, beschuldigen vervolgens Don Pedro en Claudio van Hero's dood, en beiden dagen Claudio uit voor een duel. Onder druk van Beatrice doet Benedick dat ook.
Tot ieders verbazing heeft de lokale wacht Borachio en zijn bondgenoot Conrade echter aangehouden tijdens de nacht van het verraad van Don John. Ondanks de komische onbekwaamheid van de wacht (onder leiding van hoofdagent Dogberry, een meester in het verkeerd gebruik van woorden), zijn ze er toch in geslaagd het duo af te luisteren tijdens het bespreken van hun snode plannen. De wacht arresteert hen en krijgt uiteindelijk een bekentenis van de schurken, waarna ze Leonato op de hoogte brengen van Hero's onschuld. Hoewel Don John de stad inmiddels ontvlucht is, worden wachters achter hem aangestuurd om hem te arresteren. Claudio, die volhoudt dat hij een onopzettelijke vergissing begaan heeft, toont berouw, en hij stemt er niet alleen in toe om een passend grafschrift voor Hero te schrijven, maar ook om in haar plaats te trouwen met een vervangster, Hero's nicht (niet Beatrice).
Wanneer de dansers tijdens Claudio's tweede huwelijk echter binnenkomen, wordt de zogenaamde nicht ontmaskerd als Hero zelf, tot grote verrassing en vreugde van Claudio. Een geïmproviseerde dans wordt aangekondigd. Aangespoord door de tussenkomst van hun vrienden, bekennen Beatrice en Benedick eindelijk hun liefde voor elkaar. Wanneer het einde van het stuk nadert, komt een boodschapper aan met nieuws over de arrestatie van Don John - maar zijn straf wordt uitgesteld naar een latere datum, zodat de koppels kunnen genieten van hun nieuw gevonden geluk.

## Analyse en kritiek

### Thema's en motieven

#### Het andere geslacht
Benedick en Beatrice werden al snel het belangrijkste thema van het stuk. Karel I schreef zelfs "Benedick en Beatrice" naast de titel van het toneelstuk in zijn exemplaar van de Second Folio. De provocerende aanpak van gendervraagstukken staat centraal in Much Ado About Nothing en moet worden gezien in de sociologische context van het toneelstuk dat zich situeert in de Renaissance. Hoewel dit weerspiegeld en benadrukt werd in bepaalde stukken uit die periode, werd het ook aangevochten. Amussen merkt op dat de destabilisering van traditionele gender-ideologieën bezorgdheid schijnt veroorzaakt te hebben over de uitholling van de sociale orde. Het lijkt erop dat het komische drama een manier kan geweest zijn om die ongerustheid weg te nemen. Ironisch genoeg merken we aan de populariteit van de toneelstukken dat dit de fascinatie van het volk voor dergelijk gedrag veeleer deed toenemen. Benedick is een geestige vrouwenhater die uiting geeft aan de ongerustheid van de mannen over de "scherpe tong en de aanleg tot lichtzinnigheid" van de vrouwen. In de patriarchale samenleving van het toneelstuk werd de loyaliteit van de mannen beheerst door conventionele codes van eer en kameraadschap en een gevoel van superioriteit over de vrouwen. De veronderstelling dat vrouwen veranderlijk van aard zijn krijgt uitdrukking in de vele grappen over overspel, wat deels verklaart waarom Claudio bereid is roddels over Hero te geloven.
Dit stereotiep beeld wordt echter omgekeerd in het lied van Balthasar, waarin de mannen het bedrieglijke en onstandvastige geslacht zijn, dat de vrouwen moeten verdragen.

#### Ontrouw
Een algemeen thema in Much Ado About Nothing en in veel andere werken van Shakespeare is overspel of de ontrouw van een echtgenote. Verscheidene van de personages lijken geobsedeerd door de gedachte dat een man op geen enkele manier te weten kan komen of zijn vrouw ontrouw is, en dat vrouwen dus ten volle van dat feit kunnen profiteren. Don John speelt in op de trots van Claudio en op zijn angst om een horendrager te worden, wat leidt tot de rampzalige eerste bruiloftscène. Door hun wantrouwen ten aanzien van de vrouwelijke seksualiteit, geloven veel mannen meteen dat Hero geen maagd meer is en zelfs haar vader veroordeelt haar meteen zonder enig bewijs. Dit motief loopt als een rode draad door het stuk, meestal door verwijzingen naar horens, een bekend symbool van overspel.

#### Misleiding
In Much Ado About Nothing, zijn er veel voorbeelden van opzettelijke misleiding en zelfbedrog. In het stuk hebben de spelletjes die worden gespeeld en de trucs die worden uitgehaald vaak de beste bedoelingen: mensen verliefd op elkaar te laten worden, hen helpen te krijgen wat ze willen, of hen te doen inzien dat ze zich vergissen. Toch zijn ze niet allemaal goed bedoeld.

#### Notie nemen
Een ander motief dat als een rode draad door het werk loopt is het spelen met de woorden nothing (niets) en noting (notie nemen), die in de tijd van Shakespeare homofonen waren. De titel impliceert dat er een grote drukte ("Much Ado") wordt gemaakt om iets dat onbeduidend ("nothing") is, zoals de ongegronde beweringen van Hero's ontrouw. De titel zou echter ook kunnen worden opgevat als Much ado about noting. Veel van de actie in het stuk draait immers om belangstelling voor en kritiek op anderen, geschreven berichten, bespioneren en afluisteren. Dit is een thema dat door het stuk loopt en dat meerdere keren vermeld wordt, in het bijzonder als het gaat over "ogenschijnlijk", "mode" en spontane uiterlijke impressies. Bovendien is nothing een dubbelzinnig woord; "an O-thing" (of "'n othing", of "no thing") was elizabethaanse slang voor vagina. Ten slotte kan 'noting' verwijzen naar zingen, in het bijzonder zonder enige voorbereiding, aan de hand van de noten.
Voorbeelden van 'noting' als notie nemen komen voor in de volgende gevallen:
(1.1.131-132)
Claudio: Benedick, didst thou note the daughter of Signor Leonato?
Benedick: I noted her not, but I looked on her.
en (4.1.154-157).
Friar: Hear me a little,
For I have only been silent so long
And given way unto this course of fortune
By noting of the lady.
In (3.3.102-104) toont Borachio aan dat de kleding van een man niets zegt over zijn karakter:
Borachio: Thou knowest that the fashion of a doublet, or a hat, or a cloak is nothing to a man.
Een drievoudig woordspel, waarin 'noting' 'opmerken', 'muzieknoten lezen' en 'niets' betekent, komt voor op (2.3.47-52):
Don Pedro: Nay pray thee, come;
Or if thou wilt hold longer argument,
Do it in notes.
Balthasar: Note this before my notes:
There’s not a note of mine that’s worth the noting.
Don Pedro: Why, these are very crotchets that he speaks —
Note notes, forsooth, and nothing!
Don Pedro's laatste zin kan worden verstaan als, "Let goed op uw muziek en niets anders!" De complexe lagen van betekenis bevatten een woordspeling op "crotchets", wat zowel 'kwartnoten' (in de muziek) kan betekenen als grillige begrippen.
Woordspelingen op notities als berichten:
(2.1.174-176),
Claudio: I pray you leave me.
Benedick: Ho, now you strike like the blind man — ‘twas the boy that stole your meat, and you’ll beat the post.
waarin Benedick speelt met het woord post als een paal en als postbestelling in een grap die doet denken aan Shakespeares eerdere advies "Don't shoot the messenger",
en (2.3.138-142)
Claudio: Now you talk of a sheet of paper, I remember a pretty jest your daughter told us of.
Leonato: O, when she had writ it and was reading it over, she found Benedick and Beatrice between the sheet?
waarin Leonato een seksuele insinuatie maakt over sheet als een vel papier (waarop de liefdesbrief van Beatrice aan Benedick geschreven zou zijn) en een beddenlaken.

#### Betekenis van de namen van de personages
Don Pedro: Pedro is de Spaanse vorm van de Bijbelse naam Petrus, wat "steen" betekent. De naam geeft meteen aan dat het om een Spanjaard gaat - de Italiaanse versie van de naam is Pietro.
Benedick: Benedick betekent "gezegend"; bene betekent "goed." Merk op dat Benedick en Beatrice soortgelijke betekenissen hebben.
De naam kan ook geïnterpreteerd worden als de twee woorden bene (Latijn voor "goed") en dicere (Latijn voor "spreken"). Dit is een verwijzing naar zijn ongewone welsprekendheid. Het kan ook worden opgevat als de voor de hand liggende seksuele woordspeling.
Claudio: Claudio is afgeleid van claudus, wat "verlamd" of "kreupel" betekent. Claudio is zowel de Spaanse als de Italiaanse variant.
Don John: De naam John doet denken aan koning John van Engeland (bekend als prins John), die de reputatie had een verrader te zijn die de troon in bezit nam. De Spaanse variant is eigenlijk Juan, wat in de tijd van Shakespeare waarschijnlijk werd uitgesproken als "djoo-en". Ook zie Don John, de onwettige zoon van Karel I van Spanje.
Borachio: Borachio is vergelijkbaar met het Spaanse woord "Borracho," wat "dronkaard" betekent. Borachio is een soort bierflesje.
Leonato: Leonato is afgeleid van het Griekse woord voor leeuw.
Hero: In de Griekse mythologie was Hero de geliefde van Leander. Elke nacht zwom Leander de Hellespont over om bij haar te zijn. Toen hij tijdens een overtocht per ongeluk verdronk, sprong ze in het water en verdronk ook.
Beatrice: Beatrice betekent "degene die zegent." Merk op dat Benedick en Beatrice soortgelijke betekenissen hebben.
Dogberry: De naam Dogberry weerspiegelt de gewoonte die Shakespeare had om aan de dwazen belachelijk klinkende namen te geven. Dogberry is ook de naam van een soort Noord-Amerikaanse wilde kruisbes.
Verges: Verges is afgeleid van het woord verge, een staf van een hoogwaardigheidsbekleder.

## Receptie en opvoeringsgeschiedenis
Het toneelstuk was van in het begin zeer populair: in een in 1640 gepubliceerd gedicht schreef Leonard Digges "... let but Beatrice / And Benedick be seen, lo in a trice / The Cockpit galleries, boxes, all are full. " (... maar laat Beatrice en Benedick zien en op een twee drie is The Cockpit vol.)
Na heropening van de theaters tijdens de periode van de Restauratie bracht Sir William Davenant The Law Against Lovers (1662) op het toneel, waarin Beatrice en Benedick werden ingevoegd in een bewerking van Measure for Measure. Een andere bewerking, The Universal Passion, combineerde Much Ado met een toneelstuk van Molière (1737). Ondertussen werd de originele tekst van Shakespeare weer tot leven gebracht door John Rich in Lincoln's Inn Fields (1721). David Garrick speelde Benedick voor het eerst in 1748 en zou de rol blijven spelen tot in 1776.

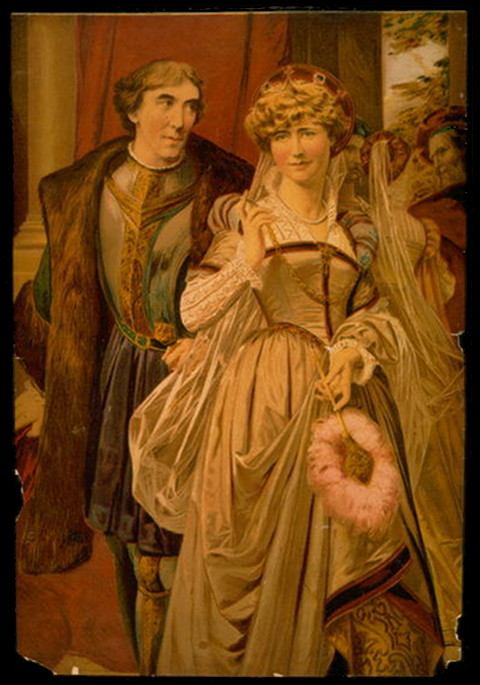
Henry Irving en Ellen Terry als Benedick en Beatrice

Het grote negentiende-eeuwse toneelduo Henry Irving en Ellen Terry beschouwde Benedick en Beatrice als hun grootste gezamenlijke triomf en Charles Kemble boekte ook veel succes als Benedick. John Gielgud maakte van Benedick een van zijn karakteristieke rollen tussen 1931 en 1959. Zijn tegenspeelsters in de rol van Beatrice waren Diana Wynward, Peggy Ashcroft en Margaret Leighton. De langst lopende Broadwayproductie is die van A.J. Antoon uit 1972 met in de hoofdrollen Sam Waterston, Kathleen Widdoes en Barnard Hughes en Derek Jacobi won in 1984 een Tony Award voor zijn rol als Benedick. In 1982 had Jacobi de rol van Benedick ook al gespeeld in de zeer geprezen productie van de Royal Shakespeare Company. Regisseur Terry Hands geproduceerd het spelen op een toneel-lengte spiegel, tegen een onveranderlijke achtergrond van geschilderde bomen. Sinéad Cusack speelde Beatrice.

### Opvoeringen, acteurs en bekroningen
- In de oorspronkelijke productie door de Lord Chamberlain's Men, speelde William Kempe Dogberry en Richard Cowley Verges.
- 1765 David Garrick speelde Benedick.
- 1882 Henry Irving en Ellen Terry speelden Benedick en Beatrice.
- 1930 John Gielgud speelde Benedick voor het eerst in het Old Vic Theatre en het bleef op zijn repertoire tot 1959.
- 1960 Tony Award Nomination for Best Performance by a Leading Actress in a Play: Margaret Leighton
- 1973 Tony Award Nomination for Best Performance by a Featured Actor in a Play: Barnard Hughes als Dogberry in de New York Shakespeare Festival productie.
- 1973 Tony Award Nomination for Best Performance by a Leading Actress in a Play: Kathleen Widdoes
- 1983 Evening Standard Award: Best Actor: Derek Jacobi
- 1985 Tony Award Nomination for Best Performance by a Leading Actress in a Play: Sinead Cusack
- 1985 Tony Award for Best Performance by a Leading Actor in a Play: Derek Jacobi als Benedick.
- 1989 Evening Standard Award: Best Actress: Felicity Kendal als Beatrice in de productie van Elia Moshinsky in het Strand Theatre
- 1994 Laurence Olivier Award: Beste Acteur: Mark Rylance als Benedikt in Matteüs Warchus productie op het Queen's Theatre
- 2006 Laurence Olivier Award: Best Actress: Tamsin Greig als Beatrice in de productie van de Royal Shakespeare Company in het Royal Shakespeare Theatre, geregisseerd door Marianne Elliott
- 2007 Zoë Wanamaker als Beatrice en Simon Russell Beale als Benedick in een productie van het National Theatre geregisseerd door Nicholas Hytner
- In 2009 speelde het Shakespeare Theater Diever een Nederlandstalige versie van Much Ado About Nothing.
- In 2015 speelde het Amsterdamse Bostheater, in co-productie met het Noord Nederlands Toneel, een bewerking van Much Ado About Nothing geregisseerd door Ingejan Ligthart Schenk

## Bewerkingen
Er zijn een aantal opvallende bewerkingen van Much Ado About Nothing.

### Televisie
Van de verscheidene bewerkingen van Much Ado About Nothing, voor het scherm, zijn de meeste gemaakt voor de televisie. Als onderdeel van het ShakespeareRe-Told seizoen in 2005, bewerkte de BBC het verhaal door het in de moderne hedendaagse studio's van Wessex Vanavond, een fictief regionaal nieuwsprogramma, te plaatsen, met Damian Lewis, Sarah Parish, en Billie Piper.
De laatste aflevering van het eerste seizoen van de televisieserie Gossip Girl heeft de titel Much I Do About Nothing, een verwijzing naar Much Ado About Nothing. In deze aflevering staat het huwelijk van Lily van der Woodsen en Bart Bass centraal.

### Film
De eerste Engelse verfilmde versie zou de stomme film uit 1913 kunnen zijn, geregisseerd door Phillips Smalley. De eerste belangrijke gesproken verfilmde versie in het Engels was de zeer geprezen film uit 1993 door Kenneth Branagh. In 2012 is een zwart-wit verfilmde versie met een eigentijdse draai uitgebracht, geproduceerd en geregisseerd door Joss Whedon.

### Overige
De opera Béatrice et Bénédick op. 27 (1862) van Hector Berlioz is gebaseerd op Much Ado About Nothing.
Zeer onlangs heeft de Klingon Language Institute Much Ado About Nothing vertaald in Klingon, vergelijkbaar met de Klingon Hamlet.
Een andere belangrijke bewerking is de New York Shakespeare Festival productie uit 1973, door Joseph Papp, opgenomen op videoband en uitgebracht op VHS en dvd. Die geeft meer van de oorspronkelijke tekst weer dan de versie van Kenneth Branagh. In de productie van Papp spelen Sam Waterston, Kathleen Widdoes en Barnard Hughes de hoofdrollen.
In 2006 produceerde het American Music Theatre Project The Boys Are Coming Home, een muzikale bewerking door Berni Stapleton en Leslie Arden waarin Much Ado About Nothing geplaatst wordt in Amerika tijdens de Tweede Wereldoorlog.
In 2009 bracht het Midtown Internationale Theater Festival I Hate Love, een lgbt-interpretatie door Kyle Baxter en Jon Crefeld, waarbij het geslacht van verscheidene personages werd omgewisseld. De personages Beatrice en Benedick werden vertolkt door twee mannen, waaronder een commandant in de United States Navy.